# Hermann von Tresckow (général, 1818)
Ne doit pas être confondu avec Hermann von Tresckow (général, 1849).
Hermann Heinrich Theodor von Tresckow (né le 1er mai 1818 à Blankenfelde et mort le 20 avril 1900 à Wartenberg-en-Nouvelle-Marche) est un général d'infanterie prussien.

## Biographie

### Origine
Ses parents sont le major prussien Heinrich von Tresckow (de) (1784-1822) et sa femme Luise, née von Barfus (1786-1846). La famille compte 15 enfants.

### Carrière militaire
Après la maison des cadets de Berlin, Tresckow est affecté le 12 août 1835 comme sous-lieutenant au 1er régiment de grenadiers de la Garde de l'armée prussienne. En 1848, il participe à la première guerre de Schleswig comme adjudant du général Eduard von Bonin, devient capitaine à l'état-major général en 1852, major en 1855 et est attaché à la légation à Paris en 1854/56, est l'adjudant  du roi en 1856, commandant du 27e régiment d'infanterie, 1864 chef d'état-major des troupes d'encerclement à la frontière polonaise, puis nommé au cabinet militaire, 1865 général de division et chef du département des affaires personnelles, puis du cabinet militaire lui-même.
À sa demande, il reçoit le commandement de la 17e division d'infanterie en novembre 1870, qu'il commande dans les batailles de Loigny, d'Orléans et du Mans. Pour son travail, Tresckow reçoit les deux classes de la croix de fer et les feuilles de chêne de l'Ordre Pour le Mérite. Fin janvier 1871, il est commandé pour servir en tant qu'adjudant-général au Grand Quartier Général et retrouve la direction du cabinet militaire en février.
Après la guerre contre la France il reçoit le 20 mars 1872 le commandement de la 19e division d'infanterie, qu'il commande jusqu'au 22 janvier 1873. Du 23 septembre 1873 au 1er août 1888, il est commandant général du 9e corps d'armée à Altona. En janvier 1875, il est promu General der Infanterie. En septembre 1875, il fut nommé chef du 27e régiment d'infanterie. Le 1er août 1888, il remit son corps au général Paul von Leszczynski et, en approbation de sa demande de démission, est mis à disposition avec pension.
Il est mort le 20 avril 1900 célibataire sur son domaine de Wartenberg-en-Nouvelle-Marche, qu'il a acquis en 1883.